# Wijken en buurten in Hengelo
De Nederlandse gemeente Hengelo is voor statistische doeleinden onderverdeeld in wijken en buurten. De gemeente is verdeeld in de volgende statistische wijken:
Een statistische wijk kan bestaan uit meerdere buurten. Onderstaande tabel geeft de buurtindeling met kentallen volgens het Centraal Bureau voor de Statistiek (2008):
| CBS-buurtcode | Buurtnaam                              | Inwonertal | Opp. totaal (ha) | Opp. land (ha) | Ligging                |
| 016400        | Binnenstad                             |            |                  |                |                        |
| ------------- | -------------------------------------- | ---------- | ---------------- | -------------- | ---------------------- |
| BU01640000    | Binnenstad-Centrum                     | 700        | 24               | 24             | Locatie in de gemeente |
| BU01640001    | Binnenstad-West                        | 800        | 20               | 20             | Locatie in de gemeente |
| BU01640002    | Binnenstad-Oost                        | 940        | 26               | 26             | Locatie in de gemeente |
| 016401        | Hengelose Es                           |            |                  |                |                        |
| BU01640100    | Hengelose Es-Noord                     | 3630       | 63               | 63             | Locatie in de gemeente |
| BU01640101    | Tichelwerk                             | 2890       | 53               | 53             | Locatie in de gemeente |
| BU01640102    | 't Wilbert                             | 3130       | 60               | 60             | Locatie in de gemeente |
| BU01640103    | Bedrijventerrein Timmersveld           | 90         | 15               | 15             | Locatie in de gemeente |
| 016402        | Noord                                  |            |                  |                |                        |
| BU01640200    | Noord                                  | 4580       | 85               | 85             | Locatie in de gemeente |
| BU01640201    | Elsbeek                                | 2030       | 39               | 39             | Locatie in de gemeente |
| BU01640202    | De Noork                               | 2220       | 37               | 37             | Locatie in de gemeente |
| BU01640203    | Klein Driene                           | 1350       | 23               | 23             | Locatie in de gemeente |
| BU01640204    | 't Rot                                 | 100        | 70               | 70             | Locatie in de gemeente |
| 016403        | Hasseler Es                            |            |                  |                |                        |
| BU01640300    | Bovenhoek                              | 2530       | 57               | 57             | Locatie in de gemeente |
| BU01640301    | Schothorsthoek                         | 670        | 42               | 42             | Locatie in de gemeente |
| BU01640302    | Bartelinkshoek                         | 1320       | 56               | 56             | Locatie in de gemeente |
| BU01640303    | Tijertshoek                            | 1230       | 16               | 16             | Locatie in de gemeente |
| BU01640304    | Sogtoenhoek                            | 1540       | 24               | 24             | Locatie in de gemeente |
| BU01640305    | Bruninkshoek                           | 1190       | 17               | 17             | Locatie in de gemeente |
| BU01640306    | Middelhoek                             | 1950       | 56               | 56             | Locatie in de gemeente |
| BU01640307    | Molendijkhoek                          | 1450       | 28               | 28             | Locatie in de gemeente |
| BU01640308    | Weijinkshoek                           | 1320       | 28               | 28             | Locatie in de gemeente |
| BU01640309    | Oosterveld                             | 50         | 50               | 50             | Locatie in de gemeente |
| 016404        | Groot Driene                           |            |                  |                |                        |
| BU01640400    | Zwavertshoek                           | 1220       | 27               | 27             | Locatie in de gemeente |
| BU01640401    | Anninks- Nijhofshoek                   | 2080       | 67               | 67             | Locatie in de gemeente |
| BU01640402    | Groot Driene-Zuid                      | 2350       | 62               | 61             | Locatie in de gemeente |
| BU01640403    | Groot Driene-Noord                     | 3220       | 79               | 79             | Locatie in de gemeente |
| 016405        | Berflo Es                              |            |                  |                |                        |
| BU01640500    | Bedrijventerrein Twentekanaal-Zuid II  | 0          | 58               | 55             | Locatie in de gemeente |
| BU01640501    | Berflo Es Noord                        | 3330       | 81               | 81             | Locatie in de gemeente |
| BU01640502    | Berflo Es Zuid                         | 1700       | 30               | 30             | Locatie in de gemeente |
| BU01640503    | Bedrijventerrein Twentekanaal-Noord II | 70         | 39               | 34             | Locatie in de gemeente |
| BU01640504    | Veldwijk-Noord                         | 1200       | 27               | 27             | Locatie in de gemeente |
| BU01640505    | Veldwijk-Zuid                          | 1130       | 76               | 73             | Locatie in de gemeente |
| BU01640506    | Boeldershoek                           | 20         | 100              | 100            | Locatie in de gemeente |
| 016406        | Wilderinkshoek                         |            |                  |                |                        |
| BU01640600    | Bedrijventerrein Twentekanaal-Zuid I   | 70         | 223              | 218            | Locatie in de gemeente |
| BU01640601    | Tuindorp 't Lansink                    | 2140       | 59               | 57             | Locatie in de gemeente |
| BU01640602    | Tuindorp-Zuid                          | 2530       | 45               | 45             | Locatie in de gemeente |
| BU01640603    | Bedrijventerrein Twentekanaal-Noord I  | 40         | 45               | 39             | Locatie in de gemeente |
| BU01640604    | Nijverheid                             | 4470       | 133              | 131            | Locatie in de gemeente |
| BU01640605    | Vikkerhoek                             | 860        | 58               | 52             | Locatie in de gemeente |
| BU01640606    | Bedrijventerrein Zeggershoek           | 0          | 71               | 69             | Locatie in de gemeente |
| 016407        | Woolde                                 |            |                  |                |                        |
| BU01640700    | Bedrijventerrein Westermaat-Zuidwest   | 140        | 125              | 125            | Locatie in de gemeente |
| BU01640701    | Woolde                                 | 1560       | 110              | 110            | Locatie in de gemeente |
| BU01640702    | Woolder Es                             | 2490       | 75               | 75             | Locatie in de gemeente |
| BU01640703    | Weidedorp                              | 2890       | 47               | 47             | Locatie in de gemeente |
| BU01640704    | Bedrijvenpark Westermaat-Zuidoost      | 0          | 35               | 35             | Locatie in de gemeente |
| BU01640705    | Bedrijventerrein Westermaat-Noordoost  | 0          | 88               | 88             | Locatie in de gemeente |
| BU01640706    | Bedrijventerrein Westermaat-Noordwest  | 20         | 54               | 54             | Locatie in de gemeente |
| 016408        | Slangenbeek                            |            |                  |                |                        |
| BU01640800    | Roershoek                              | 2860       | 86               | 84             | Locatie in de gemeente |
| BU01640801    | Vossenbelt-Zuid                        | 2650       | 35               | 35             | Locatie in de gemeente |
| BU01640802    | Vossenbelt-Noord                       | 2420       | 52               | 52             | Locatie in de gemeente |
| BU01640803    | Het Broek                              | 1840       | 94               | 92             | Locatie in de gemeente |
| BU01640804    | Kristenbos                             | 20         | 50               | 50             | Locatie in de gemeente |
| BU01640805    | Dalmeden                               | 50         | 73               | 73             | Locatie in de gemeente |
| 016409        | Buitengebied                           |            |                  |                |                        |
| BU01640900    | Beckum (kern)                          | 520        | 27               | 27             | Locatie in de gemeente |
| BU01640901    | Verspreide huizen Slangenbeek          | 60         | 153              | 153            | Locatie in de gemeente |
| BU01640902    | Stadspark Weusthag-Noord               | 70         | 106              | 96             | Locatie in de gemeente |
| BU01640903    | Stadspark Weusthag-Zuid                | 140        | 120              | 118            | Locatie in de gemeente |
| BU01640904    | Verspreide huizen Driene               | 290        | 266              | 265            | Locatie in de gemeente |
| BU01640905    | Verspreide huizen Twekkelo             | 100        | 176              | 169            | Locatie in de gemeente |
| BU01640906    | Verspreide huizen Oele                 | 270        | 921              | 910            | Locatie in de gemeente |
| BU01640907    | Verspreide huizen Woolde               | 70         | 270              | 270            | Locatie in de gemeente |
| BU01640909    | Verspreide huizen Beckum               | 460        | 1044             | 1040           | Locatie in de gemeente |